# ゲロール・カンガ
ゲロール・カンガ・カク（Guélor Kanga Kaku、セルビア語: Гелор Канга Каку、1990年9月1日 - ）は、ガボンとセルビアのサッカー選手。ガボン代表。ポジションはミッドフィールダー。

## クラブ経歴

### ロストフ
2013年2月9日、FCロストフと3年半契約を結んだ。3月9日のFCアラニア・ウラジカフカス戦で加入後初出場。
2014年12月、FCスパルタク・モスクワ戦で相手サポーターの人種差別的言動にわいせつなジェスチャーで応戦したことから3試合の出場停止処分が科された。

### レッドスター・ベオグラード
2016年7月1日、元FCロストフ監督のミオドラグ・ボージョヴィッチが指揮するレッドスター・ベオグラードに移籍、2年契約を結んだ。
2016年7月12日のUEFAチャンピオンズリーグ・予選2回戦のバレッタFC戦で移籍後初出場、さらに同点ゴールをアシストし2-1の勝利に貢献した。予選3回戦のPFCルドゴレツ・ラズグラド戦で初ゴール。3日後のFKメタラツ・ゴルニ・ミラノヴァツ戦でセルビア・スーペルリーガ初出場。

## 代表歴
2012年のガボン代表デビュー以来、レギュラーに定着している。
主要大会ではアフリカネイションズカップ2015、アフリカネイションズカップ2017に参加した。

## タイトル

### クラブ
マンガスポール
- Gabon Championnat National D1: 2008[6]

ミシル
- Gabon Championnat National D1: 2011[6]

ムナナ
- Coupe du Gabon Interclubs: 2013[6]

ロストフ
- ロシア・カップ (サッカー): 2014[6]